# Bréxent-Énocq
Bréxent-Énocq és un municipi francès situat al departament del Pas de Calais i a la regió dels Alts de França. L'any 2007 tenia 619 habitants.

## Demografia

### Població
El 2007 la població de fet de Bréxent-Énocq era de 619 persones. Hi havia 224 famílies de les quals 41 eren unipersonals (4 homes vivint sols i 37 dones vivint soles), 61 parelles sense fills, 110 parelles amb fills i 12 famílies monoparentals amb fills.
La població ha evolucionat segons el següent gràfic:
Habitants censats

### Habitatges
El 2007 hi havia 266 habitatges, 221 eren l'habitatge principal de la família, 37 eren segones residències i 7 estaven desocupats. Tots els 263 habitatges eren cases. Dels 221 habitatges principals, 204 estaven ocupats pels seus propietaris, 16 estaven llogats i ocupats pels llogaters i 1 estava cedit a títol gratuït; 5 tenien dues cambres, 11 en tenien tres, 52 en tenien quatre i 153 en tenien cinc o més. 208 habitatges disposaven pel capbaix d'una plaça de pàrquing. A 85 habitatges hi havia un automòbil i a 122 n'hi havia dos o més.

### Piràmide de població
La piràmide de població per edats i sexe el 2009 era:
| Homes | Edats   | Dones |
| ----- | ------- | ----- |
| 4     | 95 o +  | 0     |
| 0     | 90 a 94 | 4     |
| 0     | 85 a 89 | 0     |
| 0     | 80 a 84 | 4     |
| 8     | 75 a 79 | 0     |
| 0     | 70 a 74 | 4     |
| 16    | 65 a 69 | 28    |
| 16    | 60 a 64 | 8     |
| 4     | 55 a 59 | 20    |
| 8     | 50 a 54 | 4     |
| 36    | 45 a 49 | 20    |
| 32    | 40 a 44 | 36    |
| 4     | 35 a 39 | 12    |
| 24    | 30 a 34 | 12    |
| 36    | 25 a 29 | 28    |
| 20    | 20 a 24 | 20    |
| 8     | 15 a 19 | 52    |
| 28    | 10 a 14 | 16    |
| 24    | 5 a 9   | 16    |
| 12    | 0 a 4   | 12    |

## Economia
El 2007 la població en edat de treballar era de 429 persones, 299 eren actives i 130 eren inactives. De les 299 persones actives 264 estaven ocupades (152 homes i 112 dones) i 35 estaven aturades (17 homes i 18 dones). De les 130 persones inactives 36 estaven jubilades, 48 estaven estudiant i 46 estaven classificades com a «altres inactius».

### Ingressos
El 2009 a Bréxent-Énocq hi havia 243 unitats fiscals que integraven 699,5 persones, la mediana anual d'ingressos fiscals per persona era de 16.435 €.

### Activitats econòmiques
Dels 19 establiments que hi havia el 2007, 6 eren d'empreses de construcció, 3 d'empreses de comerç i reparació d'automòbils, 1 d'una empresa de transport, 3 d'empreses d'hostatgeria i restauració, 1 d'una empresa immobiliària, 3 d'empreses de serveis i 2 d'empreses classificades com a «altres activitats de serveis».
Dels 10 establiments de servei als particulars que hi havia el 2009, 1 era una funerària, 1 paleta, 3 fusteries, 1 lampisteria, 1 empresa de construcció, 1 perruqueria i 2 restaurants.
L'únic establiment comercial que hi havia el 2009 era una botiga de material esportiu.
L'any 2000 a Bréxent-Énocq hi havia 5 explotacions agrícoles que ocupaven un total de 405 hectàrees.

## Equipaments sanitaris i escolars
El 2009 hi havia 1 escola maternal integrada dins d'un grup escolar amb les comunes properes formant una escola dispersa i 1 escola elemental integrada dins d'un grup escolar amb les comunes properes formant una escola dispersa.

## Poblacions més properes
El següent diagrama mostra les poblacions més properes.